# Margarito Tereré
Margarito Tereré es un personaje infantil argentino de la provincia de Corrientes de los años 1970 creado por el músico y compositor argentino  nacido en Capilla del Señor, Waldo Belloso y su esposa la escritora y poetisa Zulema Alcayaga. 

## Historia
Margarito Tereré es un Yacaré correntino vestido de gaucho, que toma tereré y lleva una margarita en su sombrero, de allí su nombre. Incursionó con mucho éxito, tanto en televisión como en teatro y cine.
Este personaje infantil de netas raíces autóctonas, hizo las delicias de los niños durante más de quince años. Tuvo un programa diario en televisión que se mantuvo en el aire ininterrumpidamente durante nueve años, de lunes a viernes; seis años en Canal 13, y tres en Canal 9. Tuvo varias cantantes anfitrionas que se sucedieron en este orden: Jovita Díaz †, Blanquita Silván, Mónica Nuñez Cortés † y Liliana Serantes†.
Sus personajes fueron inicialmente interpretado por estos bailarines folklóricos: Armando Guerisoli, Graciela Copa, Bibiana Casamayor, Antonieta Micheli, César Franco, Ricardo Dinzelbacher, y Antonieta Chinillato.
En 1978, “Margarito Tereré” tuvo su largometraje.
A partir del fallecimiento de Waldo Belloso en 1985, su hijo Waldo H. Belloso continuó la labor de su padre, componiendo y arreglando la música de esta pandilla
En 1990, Margarito y su pandilla tuvieron su última aparición en TV, integrados a "El Show de Carlitos Balá" en ATC, Canal 7.
También estrenó varias comedias musicales en teatro:
"Jovita Díaz y las Aventuras de Margarito Tereré" (Teatro Odeón,1976)
"Margarito y la Mariposa" (Teatro Astral,1981)
"Margarito Fiesta" (Teatro Astral,1982)
"Margarito busca novia" (Teatro Astral,1983)
"Margarito Circo" (Teatro Astral,1984)
"Margarito vuelve al Circo" (Teatro Astral,1986)
Y muchas más, recorriendo todo el país, durante más de dos décadas.
Ya en los 90, Margarito tuvo apariciones más esporádicas pero siempre celebradas por todas las generaciones que crecieron de su mano.
En 2005, se repuso el espectáculo "Margarito vuelve al circo" y se editó el CD con las canciones del mismo.
El 28 de noviembre de 2013, lanza un CD homenaje, titulado "Las mejores canciones de Margarito Tereré", que se presentó en la sala Hugo del Carril de UOCRA. La sala rebalsó de adultos y niños que ovacionaron al yacaré y su pandilla cuando volvieron a mostrarse en el escenario. El regreso fue una fiesta de reencuentro; lágrimas adultas, y un impactante fervor de nuevos niños que enseguida amaron a estos personajes. El CD cuenta con las participaciones especiales de músicos y cantantes de reconocida trayectoria en la canción popular argentina: Julia Zenko, Yamila Cafrune, María Elías, Victoria De Paolo, Topa, Guillermo Ibáñez, Gastón Barral, y el grupo Santaires.
Margarito y su pandilla siempre han de volver, con sus canciones y aventuras que llenaron el corazón de tantas generaciones.

## La pandilla completa (todos sus personajes)
Su pandilla empezó teniendo algunos personajes a los que se fueron sumando muchos más, año tras año. Aquí se mencionan en orden de aparición:
Margarito Tereré
El Pato Corbata Cuá (tierno patito de la laguna)
El Mono Capote (un mono servicial)
La Lechuza, Misia Pataca (pampeana, verborrágica, delirante y tejedora de ilusiones)
Don Barbita (el viejo cascarrabias)
Joaquín Quin (el cartero)
Doña Dulzura (la anciana abeja, fabricante de ricos "caramelilós")
Alfajor (el burrito jujeño)
Doña Celestita (Mamá coqueta de Corbata Cuá)
Giuseppe Limpia Tutti (vendetutti)
Fortunato (el pingüino antártico)
Clavelina (la novia de Margarito -integrada en el espectáculo "Margarito busca novia"-)
Evarista (la vaca)
Don Torcuato (Papá de Corbata Cuá)
Rosita (Hermanita de Corbata Cuá)
Pimpollo (Hermanito de Corbata Cuá)
Miguelito (Hermanito de Corbata Cuá)
Hilarión (el León -integrada a la pandilla en el espectáculo "Margarito vuelve al circo"-)
Pancha (la coneja)
Roque (el conejo)
Conejos niños
Bambam (el super perro)
Cara de Hoja (el árbol)
Los Árboles Profundo, Frondoso y Distraído
Los Caballitos azules, Pampa y Cielo

### Algunos datos curiosos
- De las tantas versiones de disfraces que tuvo Margarito, sólo el inicial, tenía cuello más alto, donde calzaba su cabeza el actor, y a través del cual miraba. En las siguientes versiones, no tuvo cuello tan alto, y el actor miraba a través de la boca.
- Algunas versiones de máscaras tenían ojos con párpados que abrían y cerraban, otras no. Lo mismo, sólo algunos movían sus bocas. En el largometraje, incluso la lechuza Misia Pataca movió la boca.
- El personaje Cara de Hoja se retiró de la pandilla en 1977, cuando falleció la actriz que la interpretaba.
- El personaje de Joaquín Quín, el cartero, fue creado a partir de la necesidad de responder a los miles de cartas que recibía el programa de su audiencia.
- Hubo un Margarito de traje brilloso. Pero las luces del teatro y la TV, le hacían reflex.
- El burrito Alfajor fue marrón en sus primeros años. Luego, fue color rosa.
- En cada nueva comedia, aparecían personajes nuevos. En "Margarito Fiesta" apareció Fortunato, el pingüino. En "Margarito en busca Novia", otros tantos: Clavelina, la familia Cuá, Evarista Siempre Lista, los árboles Frondoso, Profundo y Distraído... En "Margarito Circo", el super perro Bambam, Los Caballitos Azules, Pampa y Cielo. Y en "Margarito vuelve al circo", aparecieron los conejos, Hilarión, el león y otros.. (Ahí volvió Alfajor en versión rosa)
- Hoy, los muñecos de la querida pandilla se mantienen cuidadosamente en un lugar especialmente destinado a que nuestros amigos descansen hasta cada vez que vuelvan a las andadas.
- El Mono Capote no tenía un actor fijo que lo interpretara dentro del elenco por lo que en cada ocasión era interpretado por alguien distinto. Si no era un cameraman era el maestranza del estudio. Esto traía aparejados problemas con el disfraz ya que no a cualquiera le calzaba cómodamente. Después de unos meses de sobrellevar este problema de forma irregular decidieron contratar una mujer para personificar al querido mono. Cabe acotar que en una emisión en la que no hubo una sola persona disponible para encarnarlo la producción decidió dejar el disfraz vacío sentado en una silla durante unos minutos del programa junto a Misia Pataca que le daba un sermón sólo para que este personaje participe aquel día.
- La mujer que personificaba al cartero fue denunciada por un televidente que consideró al personaje ni más ni menos que como un travesti. En su denuncia intimaba a la producción a contratar a un actor hombre para disfrazarse de cartero alegando que era improcedente para el público infantil ver un travestido en el elenco. Esta ridícula denuncia no prosperó.
- Una reyerta muy violenta fue protagonizada por el elenco (ya con los disfraces puestos) una mañana durante una grabación (los programas se grababan un día antes de su salida al aire) Corbata Cuá tenía un problema doméstico que nunca trascendió con Margarito y de la discusión verbal se pasó a los insultos para luego terminar en violencia física. Todo el elenco se metió y la pelea se trasladó a varios otros personajes. El episodio terminó con varios disfraces rotos que debieron ser reparados de urgencia y un decorado de un bosque totalmente destruido que no se pudo volver a utilizar.

## Discografía
- Margarito Tereré - Cantocuentos

1. Canto cuentos (15:14)
2. Como los grillos (3:12)
3. José Correntino (42:05)
4. Doña Chicha (1:34)
5. Buen día papá (2:48)
6. Lombriz con lombriz (1:56)
7. Pliqui plaque (1:52)

Formato: disco de vinilo
Sello: CBS
Mono
- Jovita Diaz Y Las Aventuras De Margarito Tereré 

1. Chamamé de Margarito
2. Canción del Mono Capote
3. Panambí es mariposa
4. Doña Chicharra
5. Lombriz con Lombriz
6. Canción de Corbata Cuá
7. Tapita Tapa
8. Como los grillos
9. Mi Abuela y Yo
10. Teru Teru Paseanderu
11. Canción de Cara de Hoja
12. Cositas en Jeriginza
Formato: disco de vinilo
Microfon
Año: 1974
Mono
- Margarito Tereré Canta Con Su Pandilla

1. Soy Margarito Tereré
2. Que se va el cartero
3. Pataca y el ABC
4. El gato de la calesita
5. Las coplas del Alfajor
6. El zapatón
7. Chaque no me pisen la cola
8. La lagunita de Corbata Cuá
9. Panambí es mariposa
10. Los trabajos de Capote
11. Canción de Barbalarga
12. Zumba la abeja

Formato: disco de vinilo
Sello: RCA
Año: 1977
Estéreo
- La Herencia

1. Cuento musical
2. Margaritas y Margaritos
3. Pataca y el calendario
4. Canción de las burbujas
5. Preguntas
6. El cazique Yanquetruz
7. Regalos para mamá

Formato: disco de vinilo
Sello: RCA
Año: 1977
Estéreo
- Margarito Tereré

1. Margarito Tereré - Margarito aventurero (1:28)
2. Doña Dulzura - Chupetines caramelos (2:35)
3. Barba Larga - Don resfrío (1:57)
4. Corbata Cuá - Soy pescador (2:03)
5. Margarito y la pandilla - Yo soy el eco (2:07)
6. Giuseppe Limpia Tutti - Limpia tutti, saluda tutti (1:48)
7. Joaquín Quín - El cartero otra vez (1:59)
8. Margarito y la pandilla - Como los grillos (2:51)
9. Misia Pataca - Los cuentos de Pataca (2:42)
10. Corbata Cuá - Mi barco de papel (2:21)
11. Mono Capote - Mi letra O (1:47)
12. Mi abuelo chacarero (1:43)

Formato: disco de vinilo
Sello: RCA
Año: 1978
Estéreo
- Buen Día Papá

1. Buenos días papá (2:26)
2. Lombriz con lombriz (2:00)

Formato: disco de vinilo Simple.
Sello: RCA 41AI3073
Año: 1979
Estéreo
- La Pandilla de Margarito

1. Margarito Tereré - Grito de aventuras (2:15)
2. Doña Dulzura - Canción de Doña Dulzura (2:40)
3. Barba Larga - Me place el otoño (2:07)
4. La pandilla - El recreo (1:24)
5. Corbata Cuá - Navegando en una cascarita (2:29)
6. La Pandilla - La ronda redonda (2:01)
7. Joaquín Quín - El cartero Joaquín Quín (1:47)
8. Misia Pataca - Pataca bailarina (2:38)
9. Corbata Cuá y Mono Capote - Malambo del 2 (2:21)
10. Margarito Tereré - Un dos tres ríe otra vez (1:42)
11. Doña Celestita Cuá (2:28)
12. Burrito Alfajor - Jugando a la copla (2:19)

Formato: disco de vinilo
Sello: RCA
Año: 1979
Estéreo
- Viva Margarito

1. Tiempo de saludos (3:07)
2. Tiempo de jugar (1:50)
3. Don Barbita (4:24)
4. Señora Primavera (2:10)
5. Pregones coloniales (3:56)
6. A la vuelta de la esquina (2:53)
7. La Ronda redondita (2:53)
8. Miguitas con A (1:47)
9. Pliqui plaque (1:31)
10. Déjame refugiarme (3:18)

Formato: disco de vinilo
Sello: RCA
Año: 1980
Estéreo
- Margarito Fiesta

1. La Pandilla - Hoy.... fiesta (2:52)
2. Barba Larga - Qué busca el capitán? (1:56)
3. Misia Pataca - Punto para arriba, dos para abajo (2:13)
4. El carnaval de Margarito (2:17)
5. Corbata Cuá - Mi sueño mejor (2:26)
6. La Pandilla - Vamos a todas partes (3:28)
7. Matracas y cornetas (3:04)
8. Corbata y Capote - Cuenta cuatro (3:04)
9. Doña Dulzura - Canción para curiosos (2:05)
10. Margarito Tereré - Lombriz con lombriz (1:59)
11. Corbata Cuá - Tapita tapa (1:47)
12. La marcha del chocolate (2:50)

Formato: disco de vinilo
Sello: WK
Año: 1982
Estéreo
- Margarito Tereré - Vuelve Al Circo

1. Margarito circo (3:54)
2. Quién dijo miedo? (3:55)
3. Soy irrestible (2:29)
4. Yo tengo estilo (2:13)
5. Adiós el circo (2:50)
6. Que se va el cartero (1:55)
7. Quiero un caballito azul (2:51)
8. Aquí tenemos lugar (2:44)
9. Cosecha bien hecha (2:29)
10. Canción de Gramillón y Terroncito (2:04)
11. Una limosnita para el pobre león (2:08)
12. No importa quien borre el camino (3:01)

Formato: CD
Sello: Producciones Para Argentinitos
Año: 2002
Estéreo
- Margarito - Las mejores canciones de Margarito Tereré 

1. Soy Margarito Tereré
2. Malambo del dos
3. Soy Pescador
4. Chango y Burrito
5. Canción del Barco de Papel
6. Déjame refugiarme bajo tu paraguas
7. Como los Grillos
8. Pregones Coloniales
9. Tapita Tapa
10. Mi Sueño Mejor
11. Que se va el cartero
12. Pataca y el ABC
13. Canción de las burbujas
14. Mi Burro Alfajor
15. Hay que cerrar los ojos
16. Margarito Aventurero

Formato: CD
Sello: Producciones Para Argentinitos
Año: 2013
Estéreo
- Datos: Q5997154